# Svartbröstad vakteltrast
Svartbröstad vakteltrast (Cinclosoma castanotum) är en fågel i familjen vakteltrastar inom ordningen tättingar.

## Utseende och läte
Svartbröstad vakteltrast är en kraftigt tecknad trastliknande fågel. Den har vitt ögonbrynsstreck och mustaschstreck, vit buk, djupt kastanjebrun rygg och intrikat tecknade vingar. Honan har grått bröst, hanen grå flanker och svart på bröst och stripe. Kanelvakteltrast och brunbröstad vakteltrast har varmbruna kroppsidor. Lätet är en utdragen och ljus vissling, "seeeep".

## Utbredning och systematik
Svartbröstad vakteltrast förekommer i sydöstra South Australia, intill nordvästra Victoria och sydvästra New South Wales. Tidigare ansågs kopparryggig vakteltrast (C. clarum) vara en del av svartbröstade vakteltrasten och vissa gör det fortfarande.

## Levnadssätt
Svartbröstad vakteltrast hittas i öppen mallee och buskmarker. Där ses den vanligen promenera omkring på marken.

## Status
IUCN kategoriserar arten som livskraftig men inkluderar kopparryggig vakteltrast i bedömningen.